# Амо (тауншип)
А́мо (англ. Amo) — тауншип в округе Коттонвуд, Миннесота, США. В 2000 году его население составляло 140 человек.
По данным Бюро переписи населения США площадь тауншипа составляет 92,8 км², из которых 91,0 км² занимает суша, а 1,8 км² — водоёмы (1,98 %).

## Демография
По данным переписи населения 2000 года здесь находились 140 человек, 52 домохозяйства и 40 семей. Плотность населения — 1,5 чел./км². На территории тауншипа расположено 63 постройки со средней плотностью 0,7 построек на один квадратный километр. Расовый состав населения: 100,00 % белых.
Из 52 домохозяйств в 36,5 % воспитывались дети до 18 лет, в 73,1 % проживали супружеские пары, в 3,8 % проживали незамужние женщины и в 21,2 % домохозяйств проживали несемейные люди. 17,3 % домохозяйств состояли из одного человека, при том 7,7 % из — одиноких пожилых людей старше 65 лет. Средний размер домохозяйства — 2,69, а семьи — 3,07 человека.
28,6 % населения — младше 18 лет, 5,7 % — в возрасте от 18 до 24 лет, 27,1 % — от 25 до 44, 28,6 % — от 45 до 64, и 10,0 % — старше 65 лет. Средний возраст — 40 лет. На каждые 100 женщин приходилось 102,9 мужчин. На каждые 100 женщин старше 18 приходилось 117,4 мужчин.
Средний годовой доход домохозяйства составлял 55 625 долларов, а средний годовой доход семьи — 65 625 долларов. Средний доход мужчин — 28 750 долларов, в то время как у женщин — 19 000. Доход на душу населения составил 25 945 долларов. За чертой бедности находились 6,1 % семей и 13,5 % всего населения тауншипа, из которых 26,2 % младше 18 и 37,5 % старше 65 лет.